# Davitt Moroney

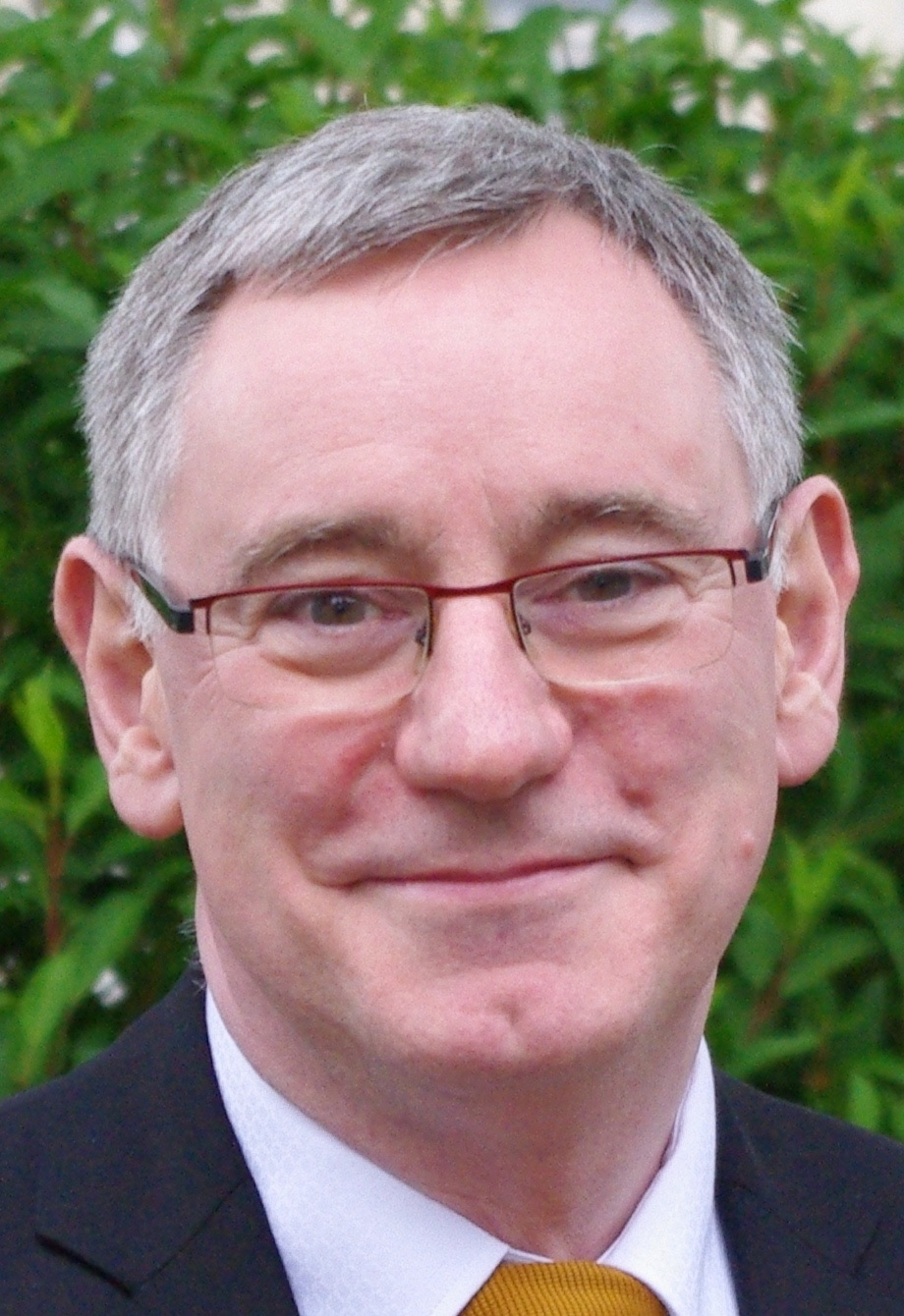
Davitt Moroney, 2011

Davitt Moroney (* 23. Dezember 1950) ist ein britischer Cembalist, Organist und Musikhistoriker.

## Leben und Wirken
Davitt Moroney studierte Musikwissenschaften am King’s College London, unter anderem bei Thurston Dart. Anschließend studierte er Orgel und Cembalo bei Susi Jeans, Kenneth Gilbert und Gustav Leonhardt. Seine Abschlussdiplome erhielt er 1974 an der Royal Academy of Music und am Royal College of Music. 1980 promovierte er an der University of California, Berkeley mit einer Thesis über die Musik von Thomas Tallis und William Byrd. Er ließ sich in Paris als freischaffender Musiker nieder, bevor er 2001 eine Professur an die University of California annahm.
Moroney spielte zahlreiche neuzeitliche Erstaufführungen vergessener Werke, wie des „Livre de tablature de Clavescin“ von Marc-Roger Normand (einem Vetter François Couperins), 58 vergessene Orgelwerke von Louis Couperin aus dem 1957 entdeckten „Oldham Manuskript“ und Cembalowerke von Henry Purcell, ebenfalls aus einer kürzlich entdeckten Handschrift.

## Einspielungen und Veröffentlichungen
Neben mehr als 50 Einspielungen von  Johann Sebastian Bach, Heinrich Biber, Louis Couperin und anderen erhielt er 2000 den Gramophone Early Music Award für die Gesamteinspielung des Werkes für Tasteninstrumente von  William Byrd.
Als Musikherausgeber veröffentlichte er zahlreiche kritische Herausgaben barocker Werke, wie beispielsweise Die Kunst der Fuge von Bach oder die durch ihn wiederentdeckte 40-stimmige „Missa sopra Ecco sì beato giorno“ von Alessandro Striggio, die 2007 anlässlich der BBC Proms aufgeführt wurde.